# 悬空教堂

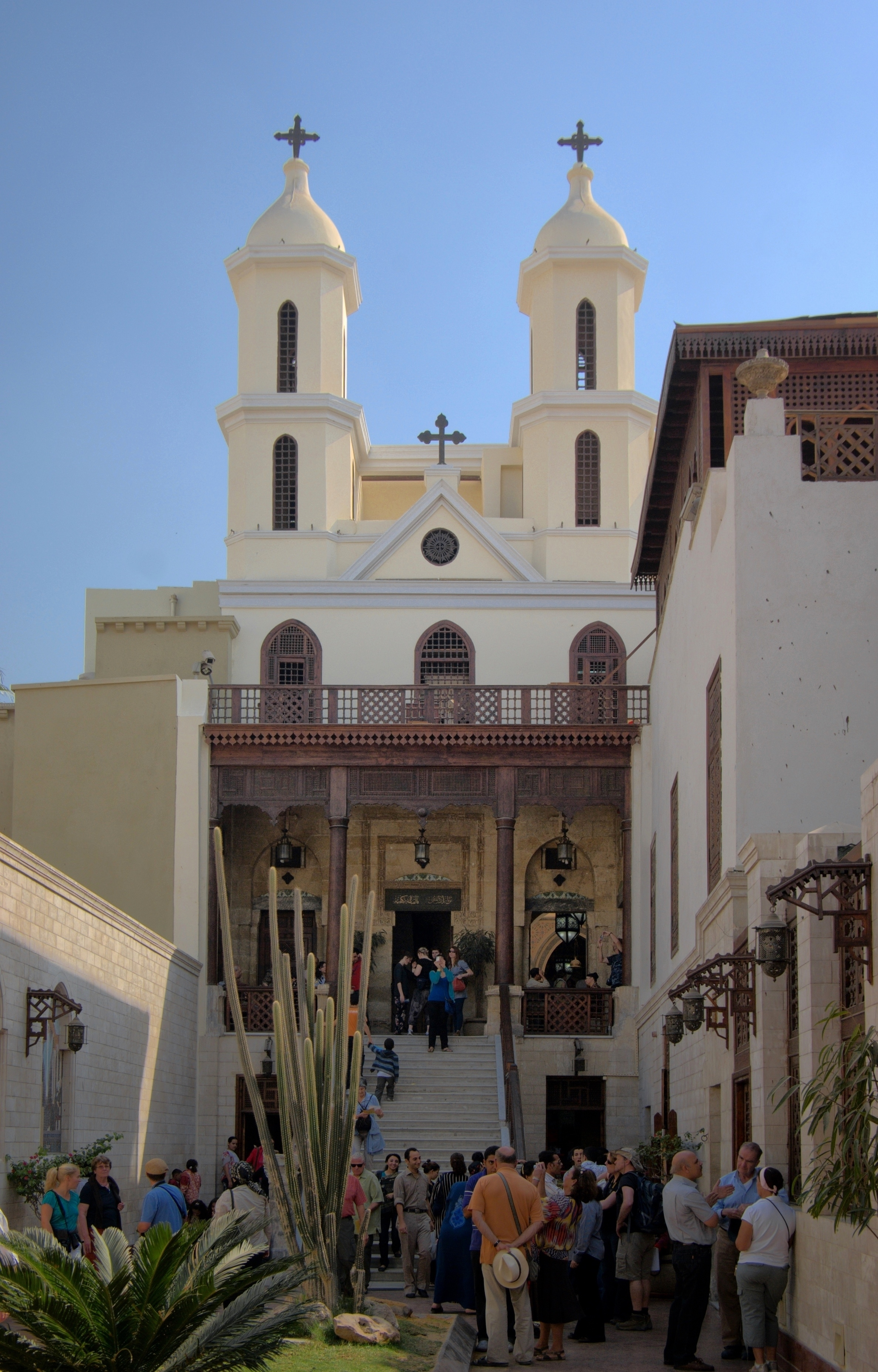
悬空教堂

科普特正教會圣母玛利亚教堂又名悬空教堂（El Muallaqa），是埃及最古老的教堂之一，其历史最早可追溯到公元3世纪，屬於東方正統教會的亞歷山大科普特正教會，主保聖人為聖母瑪利亞。
悬空教堂得名于其独特的位置：位于开罗科普特老城中巴比伦要塞入口的上方。进入教堂需要攀登29级台阶，因此早期来到开罗的旅行者戏称它是“楼梯教堂”。由于目前的地面已经比罗马时代抬高了6米，因此 罗曼塔楼大部分被埋在地下，减少了教堂不少的视觉冲击力。十九世纪的双钟楼立面，位于铁门内一个狭窄的庭院内。登上台阶，通过入口后是又一个小庭院，通往11世纪的外门廊。

## 重要性
悬空教堂是开罗最著名的科普特正教会教堂，还有可能是第一个巴西利卡风格的教堂。它可能是建于教宗依撒格（690-92年）任期内。然而，最早提及该教堂是在若瑟一世（831-49年）的传记中，记载了埃及总督的来访。教宗亞巴郎（975-78年）在很大程度上重建了教堂。

## 科普特正教教宗驻地
历史上，亚历山大教宗和全非洲牧首的驻地位于埃及亚历山大。但是自从阿拉伯入侵埃及以后，统治中心从亚历山大迁往开罗。1047年，在教宗克里斯托杜洛的任期内，开罗悬空教堂成为科普特正教教宗的正式固定驻地。
- 临街大门
- 内部
- 内部
- 圣像
- 天花板